# 후스파

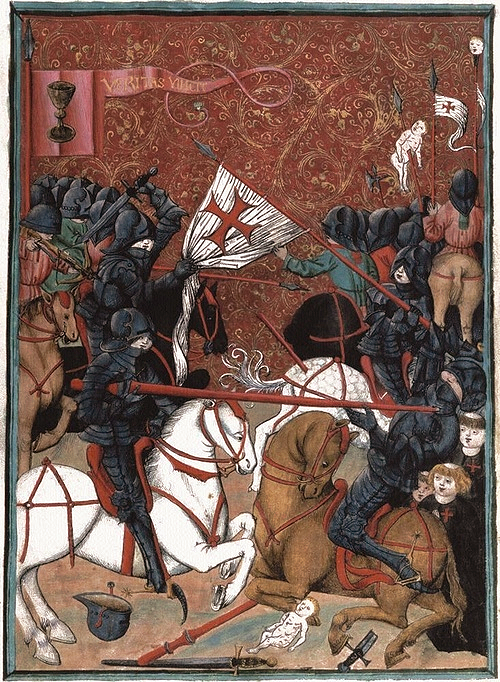

후스파(Hussites)는 종교 개혁의 선구자로 손꼽히는 체코 출신의 종교개혁가 얀 후스(Jan Hus, 1369-1415)의 가르침을 따르던 기독교 교파이다. 사회적 문제들을 촉매제로 하여 체코 전역에 널리 확산되었다. 이 운동의 주요 지지자들 가운데는 후스를 계승하여 프라하 베틀레헴 예배당 설교자가 된 스트리브로의 야코베크, 극단적 후스파인 타보르파의 지도자 바클라프 코란다, 프라하에 극단적인 개혁당을 조직한 얀 첼리프스키가 있었다. 후스파는 로마 가톨릭교회와 결별하고 전례에 체코어를 사용하며 평신도들도 성찬에서 빵과 포도주를 다 사용하는 형태의 성찬식을 거행했는데 이를 가리켜 양형영성체파라고 하였다.
후스의 주장을 이단으로 단죄한 로마 가톨릭교회의 콘스탄츠 공의회 이후 후스에게 신변상의 안전을 보장하겠다는 서신을 보내 속인 체코 정부는 그를 곧장 체포하여 1415년 7월 6일 처형하였다. 그리고 종교적 정치적 문제를 이유로 후스파를 토벌하기 위한 일련의 후스 전쟁(1420-1434)이 발발하였고 이후 후스파는 종교의 자유를 쟁취했다. 그러나 17세기 30년 전쟁이 발발하고 백산 전투에서 신성로마제국군이 승리하면서 합스부르크는 대부분의 보헤미아인들을 다시 가톨릭으로 개종시켰으며, 이후 후스파는 체코에서 극소수의 신도들만 믿는 교파로 전락했다.

## 같이 보기
- 롤라드파
- 발도파